# Чемпионат СССР по хоккею с мячом 1971/1972
24-й чемпионат СССР по хоккею с мячом проходил с 25 ноября 1971 года по 18 марта 1972 года.
В высшей лиге играли 14 команд. Сыграно 182 матча, в них забито 1112 мячей.
Чемпионом СССР стала команда «Динамо» (Москва).

## Первая группа класса «А»
| М  | Команда                            | 1        | 2        | 3       | 4        | 5        | 6       | 7       | 8       | 9       | 10      | 11      | 12      | 13       | 14      | В  | Н | П  | Мячи            | О  |
| -- | ---------------------------------- | -------- | -------- | ------- | -------- | -------- | ------- | ------- | ------- | ------- | ------- | ------- | ------- | -------- | ------- | -- | - | -- | --------------- | -- |
| 1  | «Динамо» (Москва)                  |          | 5:0 0:1  | 8:3 3:4 | 5:2 4:4  | 11:4 3:3 | 4:2 4:4 | 6:2 4:1 | 6:3 2:3 | 5:4 4:3 | 7:2 3:2 | 3:1 1:4 | 4:0 7:2 | 11:2 5:3 | 3:1 3:2 | 19 | 3 | 4  | 121 - 62 = + 59 | 41 |
| 2  | «Волга» (Ульяновск)                | 1:0 0:5  |          | 3:3 3:4 | 3:2 4:5  | 6:1 4:3  | 1:0 4:3 | 5:2 3:1 | 7:3 5:3 | 5:0 3:3 | 2:0 2:3 | 1:1 2:2 | 5:2 3:0 | 10:5 4:2 | 3:2 5:4 | 18 | 4 | 4  | 94 - 59 = + 35  | 40 |
| 3  | СКА (Хабаровск)                    | 4:3 3:8  | 4:3 3:3  |         | 3:3 2:8  | 3:1 2:4  | 3:2 1:1 | 3:2 8:6 | 3:1 2:3 | 0:1 3:0 | 3:1 2:2 | 6:1 8:3 | 6:2 2:2 | 3:3 7:2  | 4:1 4:3 | 15 | 6 | 5  | 92 - 69 = + 23  | 36 |
| 4  | «Динамо» (Алма-Ата)                | 4:4 2:5  | 5:4 2:3  | 8:2 3:3 |          | 12:0 3:3 | 3:3 2:4 | 3:2 4:6 | 0:2 3:0 | 5:0 1:3 | 8:4 5:1 | 4:1 4:1 | 3:1 3:3 | 6:3 6:2  | 4:5 2:0 | 14 | 5 | 7  | 105 - 65 = + 40 | 33 |
| 5  | «Зоркий» (Красногорск)             | 3:3 4:11 | 3:4 1:6  | 4:2 1:3 | 3:3 0:12 |          | 4:2 8:3 | 5:5 5:5 | 2:2 2:9 | 5:2 3:4 | 4:2 1:4 | 6:5 2:2 | 2:5 3:3 | 10:1 0:3 | 5:4 3:3 | 8  | 8 | 10 | 89 - 108 = - 19 | 24 |
| 6  | «Водник» (Архангельск)             | 4:4 2:4  | 3:4 0:1  | 1:1 2:3 | 4:2 3:3  | 3:8 2:4  |         | 4:4 4:3 | 2:1 2:2 | 4:3 2:4 | 2:4 4:4 | 1:1 2:3 | 2:0 2:2 | 3:2 2:3  | 2:1 5:3 | 8  | 8 | 10 | 67 - 74 = - 7   | 24 |
| 7  | СКА (Свердловск)                   | 1:4 2:6  | 1:3 2:5  | 6:8 2:3 | 6:4 2:3  | 5:5 5:5  | 3:4 4:4 |         | 8:3 2:5 | 8:4 3:2 | 2:4 3:2 | 7:3 3:7 | 2:2 7:1 | 3:3 5:2  | 8:2 2:4 | 9  | 5 | 12 | 102 - 98 = + 4  | 23 |
| 8  | «Литейщик» (Караганда)             | 3:2 3:6  | 3:5 3:7  | 3:2 1:3 | 0:3 2:0  | 9:2 2:2  | 2:2 1:2 | 5:2 3:8 |         | 3:4 1:2 | 3:3 3:3 | 2:1 1:1 | 3:2 3:4 | 1:2 1:1  | 3:1 5:5 | 8  | 7 | 11 | 69 - 75 = - 6   | 23 |
| 9  | «Локомотив» (Иркутск)              | 3:4 4:5  | 3:3 0:5  | 0:3 1:0 | 3:1 0:5  | 4:3 2:5  | 4:2 3:4 | 2:3 4:8 | 2:1 4:3 |         | 3:1 4:6 | 1:2 5:3 | 2:2 1:3 | 4:3 3:5  | 3:2 2:6 | 10 | 2 | 14 | 67 - 88 = - 21  | 22 |
| 10 | «Шахтёр» (Кемерово)                | 2:3 2:7  | 3:2 0:2  | 2:2 1:3 | 1:5 4:8  | 4:1 2:4  | 4:4 4:2 | 2:3 4:2 | 3:3 3:3 | 6:4 1:3 |         | 3:0 1:2 | 2:0 2:3 | 3:1 2:4  | 1:1 0:1 | 8  | 5 | 13 | 62 - 73 = - 11  | 21 |
| 11 | «Вымпел» (Калининград)             | 4:1 1:3  | 2:2 1:1  | 3:8 1:6 | 1:4 1:4  | 2:2 5:6  | 3:2 1:1 | 7:3 3:7 | 1:1 1:2 | 3:5 2:1 | 2:1 0:3 |         | 3:3 2:2 | 1:0 0:5  | 4:1 2:3 | 7  | 7 | 12 | 56 - 77 = - 21  | 21 |
| 12 | «Уральский трубник» (Первоуральск) | 2:7 0:4  | 0:3 2:5  | 2:2 2:6 | 3:3 1:3  | 3:3 5:2  | 2:2 0:2 | 1:7 2:2 | 4:3 2:3 | 3:1 2:2 | 3:2 0:2 | 2:2 3:3 |         | 4:2 2:3  | 2:0 0:8 | 6  | 8 | 12 | 52 - 82 = - 30  | 20 |
| 13 | «Енисей» (Красноярск)              | 3:5 2:11 | 2:4 5:10 | 2:7 3:3 | 2:6 3:6  | 3:0 1:10 | 3:2 2:3 | 2:5 3:3 | 1:1 2:1 | 5:3 3:4 | 4:2 1:3 | 5:0 0:1 | 3:2 2:4 |          | 4:1 2:4 | 8  | 3 | 15 | 68 - 101 = - 33 | 19 |
| 14 | «Фили» (Москва)                    | 2:3 1:3  | 4:5 2:3  | 3:4 1:4 | 0:2 5:4  | 3:3 4:5  | 3:5 1:2 | 4:2 2:8 | 5:5 1:3 | 6:2 2:3 | 1:0 1:1 | 3:2 1:4 | 8:0 0:2 | 4:2 1:4  |         | 7  | 3 | 16 | 68 - 81 = - 13  | 17 |

В верхних строках таблицы приведены результаты домашних матчей, а в нижних-результаты игр на выезде.

## Итоговая таблица чемпионата
| Команда                                | И  | В  | Н | П  | М      | О  |
| -------------------------------------- | -- | -- | - | -- | ------ | -- |
| 1. «Динамо» (Москва)                   | 26 | 19 | 3 | 4  | 121:62 | 41 |
| 2. «Волга» (Ульяновск)                 | 26 | 18 | 4 | 4  | 94:59  | 40 |
| 3. СКА (Хабаровск)                     | 26 | 15 | 6 | 5  | 92:69  | 36 |
| 4. «Динамо» (Алма-Ата)                 | 26 | 14 | 5 | 7  | 105:65 | 33 |
| 5. «Зоркий» (Красногорск)              | 26 | 8  | 8 | 10 | 89:108 | 24 |
| 6. «Водник» (Архангельск)              | 26 | 8  | 8 | 10 | 67:74  | 24 |
| 7. СКА (Свердловск)                    | 26 | 9  | 5 | 12 | 102:98 | 23 |
| 8. «Литейщик» (Караганда)              | 26 | 8  | 7 | 11 | 69:75  | 23 |
| 9. «Локомотив» (Иркутск)               | 26 | 10 | 2 | 14 | 67:88  | 22 |
| 10. «Шахтёр» (Кемерово)                | 26 | 8  | 5 | 13 | 62:73  | 21 |
| 11. «Вымпел» (Калининград)             | 26 | 7  | 7 | 12 | 56:77  | 21 |
| 12. «Уральский трубник» (Первоуральск) | 26 | 6  | 8 | 12 | 52:82  | 20 |
| 13. «Енисей» (Красноярск)              | 26 | 8  | 3 | 15 | 68:101 | 19 |
| 14. «Фили» (Москва)                    | 26 | 7  | 3 | 16 | 68:81  | 17 |

## Составы команд и авторы забитых мячей
Чемпионы СССР
- 1. «Динамо» (Москва) (18 игроков): Александр Теняков (26; −49), Геннадий Шишков (8; −13) — Юрий Шорин (14; 1), Евгений Герасимов (19; 8), Леонид Палладий (22; 1), Евгений Горбачёв (23; 4), Александр Дудин (17; 2), Юрий Петров (24; 14), Владимир Плавунов  (23; 2), Вячеслав Соловьёв (25; 7), Георгий Канарейкин (24; 20), Валентин Кучин (13; 1), Юрий Лизавин (25; 42), Сергей Майборода (13; 2), Валерий Маслов (25; 14), Владимир Янко (23; 3). В составе команды выступали также Александр Гуляев (4; 0), Николай Харлов (4; 0).

Серебряные призёры
- 2. «Волга» (Ульяновск) (16 игроков): Виктор Замараев (14), Леонард Мухаметзянов (26) — Виталий Агуреев (22; 1), Юрий Гаврилов (25; 0), Борис Малявкин (24; 0), Владимир Михеев (25; 0), Владимир Терехов (23; 6), Владимир Монахов (16; 4), Геннадий Перфильев (22; 0), Михаил Тонеев (25; 8), Евгений Агуреев (25; 23), Николай Афанасенко (25; 11), Вячеслав Дорофеев (25; 25), Владимир Куров (26; 16). В составе команды также выступали Виктор Пугачёв (9; 0), Анатолий Рушкин (3; 0).

Бронзовые призёры
- 3. СКА (Хабаровск) (17 игроков): Валерий Косс (15), Анатолий Лутков (22) — Сергей Кривоногов (25; 0),  Сергей Кузнецов (25; 0), Валерий Рылеев (25; 1), Анатолий Гладилин (26; 1), Виктор Ковалёв (14; 2), Владислав Помазкин (25; 1), Сергей Слепов (25; 1), Владимир Башан (26; 32), Виктор Булдыгин (20; 2), Владимир Ивашин (23; 15), Виталий Пальгунов (18; 5), Анатолий Фролов (14; 8), Михаил Ханин  (26; 24). В составе команды также выступали Валерий Соломонов (2; 0), Валерий Карпихин (6; 0).

- 4. «Динамо» (Алма-Ата) (19 игроков): Александр Иордан (12), Франц Ромбс (20) — Яков Апельганец (26; 5), Валерий Бочков (21; 22), Юрий Варзин  (25; 30), Александр Ионкин (25; 12), Борис Краснопёров (24; 1), Леонид Лобачёв (25; 5), Геннадий Любченко (22; 2), Николай Навалихин (16; 1), Вячеслав Панёв (21; 1), Анатолий Соколов (17; 3), Борис Третьяков (24; 3), Борис Чехлыстов (25; 19). В составе команды также выступали Мурат Жексембеков (5; 0), Альжан Садвакасов (4; 1), Алексей Семёнов (3; 0), Николай Шмик (5; 0) и Александр Шулепов (5; 0).

- 5. «Зоркий» (Красногорск) (18 игроков): Владимир Болденко (13), Валерий Мозгов (25) — Виктор Ерёмин (16; 0), Анатолий Козлов (26; 10), Евгений Коростелёв (14; 0), Евгений Манкос (25; 18), Виктор Маркин (17; 1), Дмитрий Морозов (24; 0), Анатолий Мосягин (24; 1), Евгений Папугин (25; 36), Анатолий Пульков (25; 12), Виктор Рыбин (25; 2), Николай Сазонов (13; 0), Николай Соловьёв (23; 0), Николай Чегодаев (25; 9). В составе команды также выступали Александр Григорьев (9; 0), Александр Никитин (2; 0) и Виктор Чугунов (2; 0).

- 6. «Водник» (Архангельск) (17 игроков): Виталий Сандул (25) — Сергей Васильев (24; 0), Валерий Кашкарёв (24; 1), Вячеслав Малахов (18; 2), Леонид Марков (26; 13), Александр Матвеев (20; 1), Александр Митричев (24; 7), Роберт Овчинников (25; 0), Николай Парфёнов (20; 0), Виталий Петровский (16; 0), Алексей Попов (21; 6), Сергей Семёнов (25; 22), Александр Сухондяевский (25; 13), Евгений Юшманов (21; 2). В команде также выступали Сергей Попов (3; 0), Александр Скирденко (10; 0) и вратарь Владимир Киселёв (1).

- 7. СКА (Свердловск) (19 игроков): Валерий Попков (22), Геннадий Михайловских (20) — Сергей Бревнов (9: 0), Леонид Воронин (25; 2), Виктор Грайм (21; 1), В. Гресс (1; 0), Олег Грибов (24; 3), Николай Дураков (22; 35), Александр Измоденов (26; 23), Семён Ковальков (13; 0), Владимир Ордин (25; 2), Леонид Павловский (26; 0), Валерий Полодухин (24; 2), Александр Сивков (24; 13), Владимир Тарасевич (21; 11), Валентин Хардин (24; 3), Николай Черноусов (12; 0), Виктор Шеховцов (20; 0), Валерий Эйхвальд (26; 7).

- 8. «Литейщик» (Караганда) (19 игроков): Юрий Жабин (22), Николай Щёлоков (12) — Владимир Алексеев (24; 17), Валерий Анциферов (15; 4), Тастанбек Аринов (25; 0), Геннадий Баданин (25; 2), Юрий Блохин (23; 2), Владислав Ермолов (24; 10), Виктор Зуев (18; 7), Анатолий Малышкин (25; 0), Владислав Плесовских (13; 0), Юрий Поповцев (20; 2), Иван Раков (22; 3), Валерий Соколов (21; 10), Александр Стухин (26; 11), Борис Хандаев (21; 1). В команде также выступали Алексей Бочарников (6; 0), Вячеслав Пасторов (2; 0) и Виктор Чернов (6; 0).

- 9. «Локомотив» (Иркутск) (19 игроков): Виктор Елизаров (25), Леонид Князьков (2) — Борис Баринов (12; 3), Всеволод Белый (16; 0), Анатолий Данилов (25; 0), Евгений Данилов (8; 0), Василий Зырянков (15; 2), Олег Катин (8; 2), Валентин Клименко (19; 4), Виктор Кожевников (21; 1), Виталий Колесников (24; 9), Александр Комарицин (18; 2), Александр Комаровский (19; 11), Юрий Максимов (17; 2), Олег Михалёв (24; 1), Олег Суставов (22; 2), Анатолий Терентьев (19; 14), Виктор Тютрин (20; 1), Игорь Хандаев (25; 13).

- 10. «Шахтёр» (Кемерово) (17 игроков): Юрий Саломатов (25), Геннадий Умысков (2) — Владимир Балаганский (24; 11), Владимир Бахаев (22; 6), Виктор Бурдыгин (26; 4), Виктор Жданов (25; 1), Валерий Журавлёв (18; 7), Владимир Игонин (15; 0), Анатолий Измаденов (25; 2), Владимир Коровин (18; 0), Александр Куземчик (25; 15), Валерий Рябченко (21; 0), Геннадий Савельев (24; 16), Анатолий Трегубов (20; 0), Анатолий Филонов (23; 0). В команде также выступали Владимир Евтушенко (10; 0), Владимир Ефименко (3; 0).

- 11. «Вымпел» (Калининград) (18 игроков): Виктор Громаков (26), Г. Дичин (2; 0) — Евгений Базаров (22; 5), Сергей Баранников (10; 0), Виталий Данилов (22; 1), Виктор Игнатьев (1; 0), Борис Княжев (20; 5), Леонид Кондратьев (22; 6), Евгений Косоруков (24; 6), Юрий Лагош (26; 10), Юрий Парыгин (22; 4), Вячеслав Петров (24; 0), Валерий Разгоняев (2; 0), Геннадий Сибиркин (21; 1), Николай Солодов (18; 1), Виктор Стариков (21; 2), Геннадий Шахманов (25; 15), Эдуард Эдукарьянц (21; 0).

- 12. «Уральский трубник» (Первоуральск) (20 игроков): Владимир Краев (18), Юрий Школьный (17) — Владимир Денисов (25; 11), Николай Денисов (18; 6), Сергей Ермаков (17; 1), Евгений Злоказов (22; 0), Евгений Измоденов (23; 10), Геннадий Кондаков (24; 5), Владимир Мозговой (24; 0), Юрий Панченко (25; 1), Николай Перфильев (23; 1), Александр Пузырёв (25; 3), Владимир Скуридин (16; 0), Александр Хайдуков (23; 14), Виктор Шмарков (25; 0). В команде также выступали Сергей Гладких (12; 0), Александр Кузнецов (3; 0), Александр Мальцев (3; 0), Николай Полушин (10; 0) и Валерий Чулочников (1; 0).

- 13. «Енисей» (Красноярск) (18 игроков): Юрий Ляпин (16), Геннадий Почекутов (17) — Владимир Артёмов (25; 26), Борис Бутусин (25; 0), Владимир Вишнневский (23; 0), Александр Гурин (13; 1), Владимир Игумнов (17; 3), Владимир Куманёв (23; 8), Виталий Лазицкий (22; 2), Виктор Ломанов (21; 3), Юрий Непомнющий (23; 10), Александр Першин (15; 1), Геннадий Преловский (24; 1), Валерий Селиванов (26; 13), Юрий Шувалов (26; 0). В команде также выступали Валерий Желтобрюхов (6; 0), Юрий Иванов (10; 0) и Константин Колесов (8; 0).

- 14. «Фили» (Москва) (20 игроков): Владимир Пахомов (21), Виктор Федулов (10) — Виктор Аносов (25; 4), Олег Биктогиров (24; 0), Евгений Богомазов (21; 1), Анатолий Бочкарёв (25; 17), Виктор Ветчинов (23; 4), Леонид Касаткин (24; 0), Геннадий Кушнир (26; 15), Сергей Лапин (23; 5), Виктор Мартынов (23; 0), Михаил Осинцев (19; 6), Владимир Перепелов (26; 10), Виктор Солдатов (21; 2), Николай Фигурин (13; 0), Владимир Фролов (16; 4). В команде также выступали В. Беляков (2; 0), Александр Волков (7; 0), Анатолий Кузнецов (1; 0) и Владимир Полковников (1; 0).

Лучший бомбардир — Юрий Лизавин, «Динамо» (Москва) — 42 мяча.
По итогам сезона определён список 22 лучших игроков.

## Вторая группа класса «А»
Соревнования прошли с 11 декабря 1971 по 8 марта 1972 года. На предварительном этапе команды, разбитые на три подгруппы определили победителей подгрупп. В финале победители подгрупп определили победителя второй группы класса "А" и обладателя путёвки в первую группу.

### Первая подгруппа
| М | Команда                     | 1                | 2               | 3                | 4               | 5                | В | Н | П | Мячи           | О  |
| - | --------------------------- | ---------------- | --------------- | ---------------- | --------------- | ---------------- | - | - | - | -------------- | -- |
| 1 | «Североникель» (Мончегорск) |                  | 4:1 1:1 3:3 3:1 | 9:1 6:2 4:4 1:7  | 1:1 7:0 1:2 2:0 | 0:1 11:0 2:9 3:3 | 7 | 5 | 4 | 58 - 36 = + 22 | 19 |
| 2 | «Красная заря» (Ленинград)  | 3:3 1:3 1:4 1:1  |                 | 4:3 2:3 0:3 2:2  | 3:0 1:1 3:3 2:1 | 1:1 7:5 7:1 4:1  | 6 | 6 | 4 | 42 - 35 = + 7  | 18 |
| 3 | «Север» (Северодвинск)      | 4:4 7:1 1:9 2:6  | 3:0 2:2 3:4 3:2 |                  | 6:2 0:1 0:5 4:1 | 4:3 10:1 1:4 4:4 | 7 | 3 | 6 | 54 - 49 = + 5  | 17 |
| 4 | «Строитель» (Сыктывкар)     | 2:1 0:2 1:1 0:7  | 3:3 1:2 0:3 1:1 | 5:0 1:4 2:6 1:0  |                 | 3:2 3:0 0:2 2:1  | 6 | 3 | 7 | 25 - 35 = - 10 | 15 |
| 5 | «Торпедо» (Курск)           | 9:2 3:3 1:0 0:11 | 1:7 1:4 1:1 5:7 | 4:1 4:4 3:4 1:10 | 2:0 1:2 2:3 0:3 |                  | 4 | 3 | 9 | 38 - 62 = - 26 | 11 |

### Вторая подгруппа
| М | Команда                 | 1               | 2               | 3               | 4               | 5               | В  | Н | П | Мячи           | О  |
| - | ----------------------- | --------------- | --------------- | --------------- | --------------- | --------------- | -- | - | - | -------------- | -- |
| 1 | «Юность» (Омск)         |                 | 0:1 1:1 1:1 0:3 | 2:1 7:0 4:2 1:1 | 4:1 5:2 6:4 8:5 | 2:1 2:1 2:2 3:1 | 10 | 4 | 2 | 48 - 27 = + 21 | 24 |
| 2 | «Торпедо» (Сызрань)     | 1:1 3:0 1:0 1:1 |                 | 4:1 4:3 4:2 2:2 | 6:1 1:0 0:1 2:3 | 2:2 5:2 2:3 8:1 | 9  | 4 | 3 | 46 - 23 = + 23 | 22 |
| 3 | «Труд» (Куйбышев)       | 2:4 1:1 1:2 0:7 | 2:4 2:2 1:4 3:4 |                 | 4:2 5:0 2:3 2:2 | 4:1 3:1 4:2 4:4 | 5  | 4 | 7 | 40 - 43 = - 3  | 14 |
| 4 | «Труд» (Краснотурьинск) | 4:6 5:8 1:4 2:5 | 1:0 3:2 1:6 0:1 | 3:2 2:2 2:4 0:5 |                 | 2:1 5:5 2:1 3:5 | 5  | 2 | 9 | 36 - 57 = - 21 | 12 |
| 5 | «Старт» (Горький)       | 2:2 1:3 1:2 1:2 | 3:2 1:8 2:2 2:5 | 2:4 4:4 1:4 1:3 | 1:2 5:3 1:2 5:5 |                 | 2  | 4 | 8 | 33 - 53 = - 20 | 8  |

### Третья подгруппа
Первый круг соревнований прошёл с 21 по 29 января в Комсомольске-на-Амуре, а второй круг с 9 по 15 февраля в Усть-Куте, Иркутской области.
| М | Команда                       | 1       | 2       | 3       | 4       | 5       | 6       | В | Н | П | Мячи           | О  |
| - | ----------------------------- | ------- | ------- | ------- | ------- | ------- | ------- | - | - | - | -------------- | -- |
| 1 | «Водник» (Усть-Кут)           |         | 0:2 1:1 | 2:0 5:2 | 5:2 3:2 | 7:1 7:3 | 9:0 4:0 | 8 | 1 | 1 | 43 - 13 = + 30 | 17 |
| 2 | «Строитель» (Хабаровск)       | 2:0 1:1 |         | 2:2 0:2 | 8:3 6:2 | 3:2 8:6 | 8:4 8:2 | 7 | 2 | 1 | 46 - 24 = + 22 | 16 |
| 3 | «Амур» (Комсомольск-на-Амуре) | 0:2 2:5 | 2:2 2:0 |         | 5:3 1:1 | 4:1 6:2 | 6:0 2:5 | 5 | 2 | 3 | 30 - 21 = + 9  | 12 |
| 4 | «Восток» (Арсеньев)           | 2:5 2:3 | 3:8 2:6 | 3:5 1:1 |         | 2:2 3:4 | 5:3 5:2 | 2 | 2 | 6 | 28 - 39 = - 11 | 6  |
| 5 | «Локомотив» (Могоча)          | 1:7 3:7 | 2:3 6:8 | 1:4 2:6 | 2:2 4:3 |         | 6:3 1:4 | 2 | 1 | 7 | 28 - 47 = - 19 | 5  |
| 6 | «Металлург» (Братск)          | 0:9 0:4 | 4:8 2:8 | 0:6 5:2 | 3:5 2:5 | 3:6 4:1 |         | 2 | 0 | 8 | 23 - 54 = - 31 | 4  |

### Финал
Прошёл в Омске.
| М | Команда                     | 1   | 2   | 3   | 4   | 5   | 6   | В | Н | П | Мячи           | О |
| - | --------------------------- | --- | --- | --- | --- | --- | --- | - | - | - | -------------- | - |
| 1 | «Юность» (Омск)             |     | 3:3 | 5:3 | 6:5 | 4:1 | 2:1 | 4 | 1 | 0 | 20 - 13 = + 7  | 9 |
| 2 | «Торпедо» (Сызрань)         | 3:3 |     | 3:3 | 5:2 | 3:0 | 8:5 | 3 | 2 | 1 | 22 - 13 = + 9  | 8 |
| 3 | «Североникель» (Мончегорск) | 3:5 | 3:3 |     | 7:7 | 7:3 | 5:0 | 2 | 2 | 1 | 25 - 18 = + 7  | 6 |
| 4 | «Красная заря» (Ленинград)  | 5:6 | 2:5 | 7:7 |     | 9:4 | 4:1 | 2 | 1 | 2 | 27 - 23 = + 4  | 5 |
| 5 | «Строитель» (Хабаровск)     | 1:4 | 0:3 | 3:7 | 4:9 |     | 5:2 | 1 | 0 | 4 | 13 - 25 = - 12 | 2 |
| 6 | «Водник» (Усть-Кут)         | 1:2 | 5:8 | 0:5 | 1:4 | 2:5 |     | 0 | 0 | 5 | 9 - 24 = - 15  | 0 |

- «Юность» (Омск) (15 игроков): Александр Иордан (14), Геннадий Кривощёков (9) − Виктор Ивлев (21), Александр Найданов (21; 20), Василий Першин (21), Владимир Савченко (21; 8), Юрий Акищев (20; 16), Николай Вершков (20; 1), Анатолий Ворожцов (20; 6), Владимир Тотменин (20), Владимир Юдин (19; 10), Александр Шуешкин (17; 6), Евгений Жуков (16; 1), Евгений Махаринец (16), Евгений Кулеша (10).

## Класс «Б»
Соревнования в классе «Б» прошли в три этапа. На первом этапе прошли чемпионаты областей, краёв, АССР, Москвы и Ленинграда. Лучшие команды допускались к зональным соревнованиям. На втором этапе прошли зональные соревнования. В них участвовали 50 команд, разбитые на 8 зон. Команды первой, пятой и шестой зон провели однокруговые турниры. Команды второй, третьей, четвёртой, седьмой и восьмой зон были разбиты на 2 подгруппы. Вначале были проведены однокруговые турниры, затем состоялись стыковые матчи.
- Первая зона. (Благовещенск). Победитель «Дальзавод» (Владивосток).
- Вторая зона. (Новосибирск). Победитель «Шахтёр» (Кемерово).
- Третья зона. (Верхний Уфалей). Победитель «Никельщик» (Верхний Уфалей).
- Четвёртая зона. (Курск). Победитель «Ракета» (Казань).
- Пятая зона. (Мелекесс), Ульяновская область. Победитель «Нефтяник» (Новокуйбышевск).
- Шестая зона. (Донской), Тульская область. Победитель «Труд» (Обухово).
- Седьмая зона. (Сыктывкар). Победитель «Волга» (Рыбинск).
- Восьмая зона. (Боровичи), Новгородская область. Победитель «Металлург» (Боровичи).

### Финальный турнир XX чемпионата РСФСР
Заключительный этап соревнований состоялся с 19 по 28 февраля 1972 года в Верхнем Уфалее, Челябинской области. В нём приняли участие 8 победителей зон.
| М | Команда                      | 1   | 2   | 3   | 4   | 5   | 6   | 7   | 8   | В | Н | П | Мячи           | О  |
| - | ---------------------------- | --- | --- | --- | --- | --- | --- | --- | --- | - | - | - | -------------- | -- |
| 1 | «Никельщик» (Верхний Уфалей) |     | 4:4 | 5:2 | 5:4 | 4:2 | 4:3 | +:- | 7:3 | 6 | 1 | 0 | 29 — 18 + 11   | 13 |
| 2 | «Нефтяник» (Новокуйбышевск)  | 4:4 |     | 4:0 | 7:3 | 1:1 | 8:1 | 6:0 | 3:3 | 4 | 3 | 0 | 33 — 12 = + 21 | 11 |
| 3 | «Труд» (Обухово)             | 2:5 | 0:4 |     | 4:0 | 1:0 | 5:3 | 4:2 | 5:4 | 5 | 0 | 2 | 21 — 18 = + 3  | 10 |
| 4 | «Шахтёр» (Кемерово)          | 4:5 | 3:7 | 0:4 |     | 4:0 | 4:4 | 8:1 | 1:0 | 3 | 1 | 3 | 24 — 21 = + 3  | 7  |
| 5 | «Ракета» (Казань)            | 2:4 | 1:1 | 0:1 | 0:4 |     | 4:2 | 6:1 | 5:2 | 3 | 1 | 3 | 18 — 15 = + 3  | 7  |
| 6 | «Волга» (Рыбинск)            | 3:4 | 1:8 | 3:5 | 4:4 | 2:4 |     | 3:2 | 3:1 | 2 | 1 | 4 | 19 — 28 = — 9  | 5  |
| 7 | «Дальзавод» (Владивосток)    | -:+ | 0:6 | 2:4 | 1:8 | 1:6 | 2:3 |     | 2:1 | 1 | 0 | 6 | 8 — 28 = — 20  | 2  |
| 8 | «Металлург» (Боровичи)       | 3:7 | 3:3 | 4:5 | 0:1 | 2:5 | 1:3 | 1:2 |     | 0 | 1 | 6 | 14 — 26 = — 12 | 1  |

- «Никельщик» (Верхний Уфалей): Л. Соколов — Валентин Антипанов, Владимир Антипанов, Юрий Антипанов, А. Киселёв, Ю Плотников, А. Прокопьев, В. Серебренников, В. Тягунов, В. Фролов, В. Чурин.
- «Нефтяник» (Новокуйбышевск): М. Азизов, В. Скосырев — В. Бочкарёв, А. Зинковский, А. Коновалов, Лазарев, А. Ларюхин, А. Лоханов, А. Пантелеев, В. Петряев, В. Трунин, В. Тюфяков.
- «Труд» (Обухово) : Сергей Лазарев, А. Лапин − И. Балуев, В. Бессонов, Е. Бессонов, А. Глазов, Н. Горохов, В. Климов, А. Козлов, К. Морозов, Ю. Осокин, В. Сакулин, В. Шевелин, В. Шивелин, С. Щербаков. В зональном турнире играли также В. Шивелин и вратарь Г. Митин